# Dáma s barzojem
Dáma s barzojem byl český němý film z roku 1912 vyrobený ve filmové společnosti Maxe Urbana ASUM. Premiéru měl 28. února 1913. Předlohou byla méně známá povídka francouzského novelisty a kritika Paula Bourgeta (1852–1935) Une Idylle Tragique, vydaná v Paříži roku 1896.
Film byl natáčen v ateliéru fotografického závodu Langhans ve Vodičkově ulici v Praze, na jeho zahradě, ve Stromovce a u Trojského zámku. Ateliér Langhans měl skleněnou střechu, Urban natáčel za normálního denního světla, přisvětloval pouze čtyřmi lampami, tzv. Jupiterkami. Protože se film nezachoval, není znám ani jeho obsah. Hlavní roli měla Urbanova manželka a vynikající herečka Vinohradského divadla Andula Sedláčková, která byla i autorkou scénáře.